# Chủ tịch nước Cộng hòa Nhân dân Trung Hoa
Chủ tịch nước Cộng hòa Nhân dân Trung Hoa, thường được gọi là chủ tịch nước Trung Quốc, là nguyên thủ quốc gia của Trung Quốc. Chủ tịch nước là một chức vụ mang tính nghi lễ trong hệ thống chính trị của Trung Quốc. Mặc dù chủ tịch nước thực hiện nhiều chức năng của nguyên thủ quốc gia, nhưng Hiến pháp Trung Quốc lại không chính thức quy định chủ tịch nước là nguyên thủ quốc gia. Từ năm 1993, chức vụ chủ tịch nước do tổng bí thư Đảng Cộng sản Trung Quốc, chủ tịch Ủy ban Quân sự Trung ương kiêm nhiệm.
Căn cứ quyết định của Đại hội đại biểu nhân dân toàn quốc và Ủy ban thường vụ Đại hội đại biểu nhân dân toàn quốc, chủ tịch nước thực hiện những nhiệm vụ và quyền han của nguyên thủ quốc gia. Mặc dù chức vụ chủ tịch nước không có nhiều thực quyền, nhưng kể từ ngày 27 tháng 3 năm 1993, chủ tịch nước kiêm nhiệm chức vụ tổng bí thư Đảng Cộng sản Trung Quốc, chủ tịch Ủy ban Quân sự Trung ương, trên thực tế là nhà lãnh đạo quốc gia tối cao, tổng tư lệnh lực lượng vũ trang Trung Quốc.
Tiền thân của chức vụ chủ tịch nước là tổng thống Trung Hoa Dân Quốc, được thành lập vào ngày 1 tháng 1 năm 1912. Tôn Trung Sơn là tổng thống đầu tiên của Trung Quốc. Sau khi Cộng hòa Nhân dân Trung Hoa được thành lập vào ngày 1 tháng 10 năm 1949, chức vụ người đứng đầu Nhà nước là chủ tịch Chính phủ nhân dân trung ương. Chức vụ chủ tịch nước hiện tại được thành lập theo Hiến pháp năm 1954. Mao Trạch Đông là chủ tịch nước đầu tiên của Trung Quốc. Sau cuộc Đại Cách mạng Văn hóa vô sản, chức vụ chủ tịch nước bị bãi bỏ theo Hiến pháp năm 1975, chức năng nguyên thủ quốc gia được giao cho ủy viên trưởng Ủy ban thường vụ Đại hội đại biểu nhân dân toàn quốc. Chức vụ chủ tịch nước được tái lập theo Hiến pháp năm 1982 nhưng bị hạn chế quyền hành. Giới hạn nhiệm kỳ chủ tịch nước bãi bỏ vào năm 2018; trước đó, chủ tịch nước không được giữ chức vụ quá hai nhiệm kỳ liên tiếp.

## Lịch sử

### Thành lập
Hiến pháp năm 1954 cũng quy định chủ tịch nước triệu tập, chủ trì Hội nghị quốc vụ tối cao khi cần thiết. Phó chủ tịch nước, ủy viên trưởng Ủy ban thường vụ Đại hội đại biểu nhân dân toàn quốc, tổng lý Quốc vụ viện và những quan chức khác tham gia Hội nghị quốc vụ tối cao. Chủ tịch nước trình bày ý kiến của các thành viên Hội nghị quốc vụ tối cao trước Đại hội đại biểu nhân dân toàn quốc, Ủy ban thường vụ Đại hội đại biểu nhân dân toàn quốc và Quốc vụ viện xem xét, quyết định. Hội nghị quốc vụ tối cao cũng bị bãi bỏ theo Hiến pháp năm 1975.
Chức vụ chủ tịch nước được thành lập theo Hiến pháp năm 1954. Những quyền hạn của chủ tịch nước theo Hiến pháp năm 1954 phần lớn giống với những quyền hạn theo Hiến pháp năm 1982, ngoại trừ hai điểm khác biệt. Hiến pháp năm 1954 quy định chủ tịch nước thống lĩnh lực lượng vũ trang của Trung Quốc và là chủ tịch Hội đồng quốc phòng. Hội đồng quốc phòng bị bãi bỏ theo Hiến pháp năm 1975. Hiện tại, Ủy ban Quân sự Trung ương thống lĩnh lực lượng vũ trang của Trung Quốc

### 1954–1975
Mao Trạch Đông được Đại hội đại biểu nhân dân toàn quốc khóa I bầu làm chủ tịch nước đầu tiên vào năm 1954. Phó Chủ tịch thứ nhất Đảng Cộng sản Trung Quốc Lưu Thiếu Kỳ kế nhiệm Mao làm chủ tịch nước vào năm 1959. Lưu tái cử nhiệm kỳ thứ hai vào tháng 1 năm 1965 nhưng bị hạ bệ trong Đại Cách mạng Văn hóa vô sản do Mao phát động.  Lưu bị cách tất cả chức vụ trong đảng và nhà nước vào ngày 31 tháng 10 năm 1968, bao gồm chức vụ chủ tịch nước. Sau khi Lưu bị bãi nhiệm, chức vụ chủ tịch nước bị bỏ trống. Từ năm 1972 đến năm 1975, truyền thông nhà nước gọi Phó Chủ tịch nước Đổng Tất Vũ là "quyền chủ tịch nước". 

### Bãi bỏ
Chức vụ chủ tịch nước bị bãi bỏ theo Hiến pháp năm 1975. Chức năng, nhiệm vụ của nguyên thủ quốc gia được chuyển giao cho ủy viên trưởng Ủy ban thường vụ Đại hội đại biểu nhân dân toàn quốc. Hiến pháp năm 1978 không tái lập chức vụ chủ tịch nước, nhưng nhấn mạnh các vai trò nghi lễ của ủy viên trưởng Ủy ban thường vụ Đại hội đại biểu nhân dân toàn quốc với tư cách là nguyên thủ quốc gia.

### Từ năm 1982
Vấn đề tái lập chức vụ chủ tịch nước lại được đưa ra tranh luận trong quá trình sửa đổi hiến pháp vào năm 1980. Thực tiễn đã cho thấy việc ủy viên trưởng Ủy ban thường vụ Đại hội đại biểu nhân dân toàn quốc làm nguyên thủ quốc gia gây ra nhiều vấn đề vì chức vụ này tương đương với chủ tịch quốc hội ở những nước khác. Đặng Tiểu Bình đồng ý tái lập chức vụ chủ tịch nước nhưng không có quyền tham gia công việc của chính phủ.
Chức vụ chủ tịch nước được tái lập trong Hiến pháp năm 1982. Hiến pháp năm 1982 quy định chủ tịch nước là một chức vụ nghi lễ, có vai trò tương tự như tổng thống trong các nước cộng hòa đại nghị. Thực quyền lực được trao cho tổng bí thư Đảng Cộng sản Trung Quốc, tổng lý Quốc vụ viện và chủ tịch Ủy ban Quân sự Trung ương. Chủ tịch nước thực hiện các chức năng, nhiệm vụ nghi lễ như tiếp nhận đại sứ của nước ngoài, bổ nhiệm nhân viên đại sứ quán và không can thiệp vào công việc của Quốc vụ viện hoặc đảng. Hiến pháp cũng quy định chủ tịch nước và phó chủ tịch nước không được giữ chức vụ quá hai nhiệm kỳ liên tiếp.
Vào thập niên năm 1980, các chức vụ tổng lý Quốc vụ viện, chủ tịch nước và tổng bí thư Đảng Cộng sản Trung Quốc do nhiều người nắm giữ. Tuy nhiên, quyền lực chính trị trên thực tế tập trung vào tay Đặng Tiểu Bình mặc dù ông không giữ chức vụ nào trong ba chức vụ trên. Chủ tịch nước Lý Tiên Niệm và Dương Thượng Côn có vai trò quan trọng trong giới lãnh đạo vì là một trong Bát đại nguyên lão.
Sau xung đột giữa Đặng Tiểu Bình và Triệu Tử Dương về Sự kiện Thiên An Môn, chức vụ chủ tịch nước và tổng bí thư được nhất thể hóa. Năm 1993, Tổng Bí thư, Chủ tịch Ủy ban Quân sự Trung ương Giang Trạch Dân đảm nhiệm chức chủ tịch nước, trở thành nhà lãnh đạo cao nhất của Trung Quốc. Năm 2003, Phó Chủ tịch nước Hồ Cẩm Đào trở thành phó chủ tịch nước đầu tiên kế nhiệm chủ tịch nước sau khi Giang Trạch Dân từ chức. Năm 2013, Tập Cận Bình kế nhiệm Hồ Cẩm Đào làm chủ tịch nước.
Ngày 11 tháng 3 năm 2018, tại kỳ họp thứ nhất, Đại hội đại biểu nhân dân toàn quốc khóa XIII thông qua sửa đổi hiến pháp bãi bỏ giới hạn nhiệm kỳ đối với chủ tịch nước và phó chủ tịch nước. Tập Cận Bình giải thích rằng cần phải đồng bộ chức vụ chủ tịch nước với các chức vụ tổng bí thư Đảng Cộng sản Trung Quốc và chủ tịch Ủy ban Quân sự Trung ương không có giới hạn nhiệm kỳ.

## Quy trình bầu cử

### Tiêu chuẩn
Ứng cử viên chủ tịch nước phải có đủ các điều kiện sau đây:
- là công dân Trung Quốc;
- có quyền bầu cử và ứng cử;
- đủ 45 tuổi trở lên.[11]

### Bầu cử
Luật Tổ chức Đại hội đại biểu nhân dân toàn quốc quy định chủ tịch nước do Đoàn chủ tịch Kỳ họp Đại hội đại biểu nhân dân toàn quốc đề cử. Trên thực tế, Đảng Cộng sản Trung Quốc quyết định danh sách đề cử. Về mặt lý thuyết, Đoàn chủ tịch Kỳ họp có thể đề cử nhiều ứng cử viên chủ tịch nước, nhưng chỉ luôn có một ứng cử viên trong tất cả các cuộc bầu cử.
Sau khi được đề cử, chủ tịch nước được Đại hội đại biểu nhân dân toàn quốc bầu ra. Ứng cử viên chủ tịch nước phải nhận được ít nhất quá nửa số phiếu bầu. Nhiệm kỳ của chủ tịch nước theo nhiệm kỳ của Đại hội đại biểu nhân dân toàn quốc. Từ năm 2018, chủ tịch nước phải tuyên thệ nhậm chức trước Đại hội đại biểu nhân dân toàn quốc.
| No. | Năm  | Khóa Đại hội đại biểu nhân dân toàn quốc | Tổng số đại biểu | Chủ tịch nước    | Tham gia | Tán thành | Không tán thành | Bỏ phiếu trắng |
| --- | ---- | ---------------------------------------- | ---------------- | ---------------- | -------- | --------- | --------------- | -------------- |
| 1   | 1954 | Khóa I                                   | 1.226            | Mao Trạch Đông   | 1.210    | 1.210     | 0               | 0              |
| 2   | 1959 | Khóa II                                  | 1.235            | Lưu Thiếu Kỳ     |          |           |                 |                |
| 2   | 1964 | Khóa III                                 | 3.040            | Lưu Thiếu Kỳ     |          |           |                 |                |
| 3   | 1983 | Khóa VI                                  | 2.978            | Lý Tiên Niệm     |          |           |                 |                |
| 4   | 1988 | Khóa VII                                 | 2.970            | Dương Thượng Côn | 2.970    | 2.812     | 124             | 34             |
| 5   | 1993 | Khóa VIII                                | 2.977            | Giang Trạch Dân  | 2.918    | 2.858     | 35              | 25             |
| 5   | 1998 | Khóa IX                                  | 2.983            | Giang Trạch Dân  | 2.947    | 2.882     | 36              | 29             |
| 6   | 2003 | Khóa X                                   | 2.985            | Hồ Cẩm Đào       | 2.944    | 2.937     | 4               | 3              |
| 6   | 2008 | Khóa XI                                  | 2.987            | Hồ Cẩm Đào       | 2.964    | 2.956     | 3               | 5              |
| 7   | 2013 | Khóa XII                                 | 2.987            | Tập Cận Bình     | 2.956    | 2.952     | 1               | 3              |
| 7   | 2018 | Khóa XIII                                | 2.980            | Tập Cận Bình     | 2.970    | 2.970     | 0               | 0              |
| 7   | 2023 | Khóa XIV                                 | 2.980            | Tập Cận Bình     | 2.952    | 2.952     | 0               | 0              |

## Nhiệm vụ và quyền hạn
Chủ tịch nước thay mặt Trung Quốc về đối nội và đối ngoại.
Căn cứ quyết định của Đại hội đại biểu nhân dân toàn quốc và Ủy ban thường vụ Đại hội đại biểu nhân dân toàn quốc, chủ tịch nước công bố luật và pháp lệnh, bổ nhiệm, miễn nhiệm tổng lý Quốc vụ viện, phó tổng lý, bộ trưởng các bộ, chủ nhiệm các ủy ban, ban bố lệnh đại xá, lệnh đặc xá, tuyên bố tình trạng chiến tranh, ban bố thiết quân luật, lệnh động viên và tặng thưởng huân chương, danh hiệu vinh dự nhà nước. Ngoài ra, chủ tịch nước cử, triệu hồi đại sứ đặc mệnh toàn quyền, tiếp nhận đại sứ của nước ngoài và ký điều ước quốc tế. 
Chủ tịch nước cũng thay mặt Nhà nước thực hiện các chuyến thăm cấp nhà nước. Quyền thăm cấp nhà nước của chủ tịch nước là quyền hạn duy nhất không phải căn cứ quyết định của Đại hội đại biểu nhân dân toàn quốc. Phần lớn quyền hạn của chủ tịch nước phụ thuộc vào sự phê chuẩn của Đại hội đại biểu nhân dân toàn quốc, nên chủ tịch nước về bản chất là một chức vụ mang tính biểu tượng và không trực tiếp tham gia điều hành chính phủ, không thực hiện quyền hành pháp.

## Kế nhiệm
Trong trường hợp khuyết chủ tịch nước thì phó chủ tịch nước làm chủ tịch nước. Nếu khuyết cả chủ tịch nước và phó chủ tịch nước thì chủ tịch Ủy ban thường vụ Đại hội đại biểu nhân dân toàn quốc giữ quyền chủ tịch nước cho đến khi Đại hội đại biểu nhân dân toàn quốc bầu ra chủ tịch nước và phó chủ tịch nước mới.

### Thứ tự kế nhiệm chủ tịch nước
| No. | Chức vụ                                                             | Đương nhiệm  |
| --- | ------------------------------------------------------------------- | ------------ |
| 1   | Phó Chủ tịch nước Cộng hòa Nhân dân Trung Hoa                       | Hàn Chính    |
| 2   | Ủy viên trưởng Ủy ban thường vụ Đại hội đại biểu nhân dân toàn quốc | Triệu Lạc Tế |

## Danh sách nguyên thủ quốc gia Cộng hòa Nhân dân Trung Hoa
| Số | Hình                                               | Họ tên                                             | Đảng                                               | Nhậm chức                                          | Mãn nhiệm                                               | Thời gian đương nhiệm                              | Phó chủ tịch nước | Đã từng làm phó chủ tịch nước không? |
| Chủ tịch Chính phủ nhân dân trung ương (1949-1954)                                                                                                 | Chủ tịch Chính phủ nhân dân trung ương (1949-1954) | Chủ tịch Chính phủ nhân dân trung ương (1949-1954) | Chủ tịch Chính phủ nhân dân trung ương (1949-1954) | Chủ tịch Chính phủ nhân dân trung ương (1949-1954) | Chủ tịch Chính phủ nhân dân trung ương (1949-1954)      | Chủ tịch Chính phủ nhân dân trung ương (1949-1954) | Chủ tịch Chính phủ nhân dân trung ương (1949-1954) | Chủ tịch Chính phủ nhân dân trung ương (1949-1954) |
| --- | -------------------------------------------------- | -------------------------------------------------- | -------------------------------------------------- | -------------------------------------------------- | ------------------------------------------------------- | -------------------------------------------------- | --- | --- |
| 1 |                                                    | Mao Trạch Đông                                     | Đảng Cộng sản Trung Quốc                           | 1 tháng 10 năm 1949                                | 27 tháng 9 năm 1954                                     | 4 năm, 361 ngày                                    | Chu Đức, Lưu Thiếu Kỳ, Tống Khánh Linh, Trương Lan, Lý Tế Thâm, Cao Cương | Không |
| Chủ tịch nước Cộng hoà Nhân dân Trung Hoa (1954-1968)                                                                                              |                                                    |                                                    |                                                    |                                                    |                                                         |                                                    | | |
| 1 |                                                    | Mao Trạch Đông                                     | Đảng Cộng sản Trung Quốc                           | 27 tháng 9 năm 1954                                | 27 tháng 4 năm 1959                                     | 4 năm, 212 ngày                                    | Chu Đức | Không |
| 2 | 107x107像素                                        | Lưu Thiếu Kỳ                                       | Đảng Cộng sản Trung Quốc                           | 27 tháng 4 năm 1959                                | 31 tháng 10 năm 1968 (chưa bị bãi nhiệm theo hiến pháp) | 9 năm, 187 ngày                                    | Tống Khánh Linh, Đổng Tất Vũ | Có |
| Thời kỳ khuyết chủ tịch nước và quyền chủ tịch nước (1968-1975)                                                                                    |                                                    |                                                    |                                                    |                                                    |                                                         |                                                    | | |
| | 105x105像素                                        | Tống Khánh Linh                                    | Ủy ban cách mạng Quốc dân đảng Trung Quốc          | 31 tháng 10 năm 1968                               | 24 tháng 2 năm 1972                                     | 3 năm, 116 ngày                                    | Thực hiện quyền hạn của chủ tịch nước cùng với Đổng Tất Vũ với tư cách là phó chủ tịch nước                                                                                           | Thực hiện quyền hạn của chủ tịch nước cùng với Đổng Tất Vũ với tư cách là phó chủ tịch nước                                                                                           |
| | 107x107像素                                        | Đổng Tất Vũ                                        | Đảng Cộng sản Trung Quốc                           | 31 tháng 10 năm 1968                               | 17 tháng 1 năm 1975                                     | 6 năm, 78 ngày                                     | Thực hiện quyền hạn của chủ tịch nước cùng với Tống Khánh Linh với tư cách là phó chủ tịch nước Từ năm 1968 đến năm 1972; từ tháng 2 năm 1972, ông chính thức giữ quyền chủ tịch nước | Thực hiện quyền hạn của chủ tịch nước cùng với Tống Khánh Linh với tư cách là phó chủ tịch nước Từ năm 1968 đến năm 1972; từ tháng 2 năm 1972, ông chính thức giữ quyền chủ tịch nước |
| Từ năm 1975 đến năm 1982 không quy định chủ tịch nước, quyền hạn của chủ tịch nước do uỷ viên trưởng Uỷ ban thường vụ Nhân Đại toàn quốc thực hiện |                                                    |                                                    |                                                    |                                                    |                                                         |                                                    | | |
| Chủ tịch nước Cộng hoà Nhân dân Trung Hoa (1983 - hiện tại)                                                                                        |                                                    |                                                    |                                                    |                                                    |                                                         |                                                    | | |
| 3 | 111x111像素                                        | Lý Tiên Niệm                                       | Đảng Cộng sản Trung Quốc                           | 18 tháng 6 năm 1983                                | 8 tháng 4 năm 1988                                      | 4 năm, 295 ngày                                    | Ô Lan Phu | Không |
| 4 | 98x98像素                                          | Dương Thượng Côn                                   | Đảng Cộng sản Trung Quốc                           | 8 tháng 4 năm 1988                                 | 27 tháng 3 năm 1993                                     | 4 năm, 353 ngày                                    | Vương Chấn | Không |
| 5 |                                                    | Giang Trạch Dân                                    | Đảng Cộng sản Trung Quốc                           | 27 tháng 3 năm 1993                                | 15 tháng 3 năm 2003                                     | 9 năm, 353 ngày                                    | Vinh Nghị Nhân ↓ Hồ Cẩm Đào | Không |
| 6 |                                                    | Hồ Cẩm Đào                                         | Đảng Cộng sản Trung Quốc                           | 15 tháng 3 năm 2003                                | 14 tháng 3 năm 2013                                     | 9 năm, 364 ngày                                    | Tăng Khánh Hồng ↓ Tập Cận Bình | Có |
| 7 |                                                    | Tập Cận Bình                                       | Đảng Cộng sản Trung Quốc                           | 14 tháng 3 năm 2013                                | Đương nhiệm                                             | 12 năm, 36 ngày                                    | Lý Nguyên Triều ↓ Vương Kỳ Sơn ↓ Hàn Chính | Có |

### Phu nhân chủ tịch nước
Kể từ Mao Trạch Đông, đã có sáu phu nhân chủ tịch nước. Phu nhân chủ tịch nước hiện tại là Bành Lệ Viện, vợ của Tập Cận Bình.
| No. | Hình     | Họ tên         | Chủ tịch nước    | Nhiệm kỳ                                   |
| --- | -------- | -------------- | ---------------- | ------------------------------------------ |
| 1   |          | Giang Thanh    | Mao Trạch Đông   | 27 tháng 9 năm 1954 – 27 tháng 4 năm 1959  |
| 2   |          | Vương Quang Mỹ | Lưu Thiếu Kỳ     | 27 tháng 4 năm 1959 – 31 tháng 10 năm 1968 |
| 3   |          | Lâm Giai My    | Lý Tiên Niệm     | 18 tháng 6 năm 1983 – 8 tháng 4 năm 1988   |
|     | Không có | Không có       | Dương Thượng Côn | 8 tháng 4 năm 1988 – 27 tháng 3 năm 1993   |
| 4   |          | Vương Dã Bình  | Giang Trạch Dân  | 27 tháng 3 năm 1993 – 15 tháng 3 năm 2003  |
| 5   |          | Lưu Vĩnh Thanh | Hồ Cẩm Đào       | 15 tháng 3 năm 2003 – 14 tháng 3 năm 2013  |
| 6   |          | Bành Lệ Viện   | Tập Cận Bình     | 14 tháng 3 năm 2013 – hiện tại             |